# Ичи-киллер
«Ичи-киллер» (яп. 殺し屋１, Koroshiya Ichi, также известен в переводе «Убийца Ичи») — японский фильм ужасов о якудза 2001 года, снятый Такаси Миикэ по сценарию Сакити Сато, в главных ролях — Таданобу Асано и Нао Омори. Основанный на манге Хидео Ямамото «Убийца Ити», сюжет повествует о психически травмированном человеке, путем манипуляции над которым, заставляют его нападать или убивать членов конкурирующих фракций враждующих банд якудза, за которым в свою очередь охотится садомазохистский головорез.
Фильм вызвал споры из-за сцен насилия и жестокости и подвергся цензуре в нескольких странах.